# Blennodon dorsalis
Blennodon dorsalis är en fiskart som först beskrevs av Clarke, 1879.  Blennodon dorsalis ingår i släktet Blennodon och familjen Tripterygiidae. Inga underarter finns listade.